# Montacher
Montacher est une ancienne commune française située dans le département de l'Yonne et la région Bourgogne-Franche-Comté.
Montacher a fusionné le 1er janvier 1965 avec Villegardin pour former la nouvelle commune de Montacher-Villegardin.

## Toponymie
La commune de Montacher est citée pour la première fois dans un privilège du pape Adrien IV, daté du 11 avril 1156, en faveur de l'archevêché de Sens sous l'appellation de « Montacherium ».
Étymologiquement, le nom serait composé du mot latin mons (la colline, la montagne) et d'un personnage germanique, Acherius, qui aurait donné son nom au site.

## Histoire
La paroisse de Montacher est le siège d'un fief et d'une seigneurie, qui porte primitivement le nom de Vertron. Elle sera par la suite démembrée entre une série d'héritiers. Primitivement la seigneurie de Vertron est possédé par un représentant de la branche cadette d'un ancien et important lignage chevaleresque à qui le comte de Blois avait confié au début du XIIe siècle la défense du pays Braytois face à Sens. La famille Léventé prendra vers 1205 le nom de Du Plessis. Elle avait son château principal au Plessis-aux-Eventés, c'est-à-dire Plessis-Saint-Jean. La branche cadette s'est installée sous saint Louis à la tête de la seigneurie de Pailly. De cette dernière est issu le rameau ci-dessous : 
- Jean Du Plessis. Chevalier, seigneur de Vertron en 1339. Epoux de Jeanne.
- Jean Du Plessis. Chevalier (1357), surnommé Taupin. Commande le château de Montereau au nom de la reine Blanche de Navarre en 1358. Il commence par refuser de le rendre au régent (futur Charles V) avant d'ouvrir les portes et de prêter serment. En 1367, il inspecte avec Charles de Bouville (futur gouverneur du Dauphiné) et du bailli de Melun, l'ensemble des forteresses allant de Melun au Gâtinais, Sénonais et Brie. Il conseille en 1367-1368 l'archevêque de Sens sur la fortification de la ville et de la maison du prélat de Brienon-l'Archevêque [aujourd'hui -sur-Armançon][2]. Il vit en 1390.
- Jean Du Plessis. Fils du précédent. Chevalier. Seigneur de Vertron (1383), des Bordes (1383), de Compigny (1383)[3]. Il épouse Marguerite de Villecendrier (+1377), dame de Thorigny [-sur-Oreuse].
- Jehan de Sergines. Chevalier (1440). Seigneur des Marets (1428) et de Vertron. Petit-fils des précédents, fils de Geoffroy de Sergines seigneur de Sergines, et d'Anastasie Du Plessis dame de Thorigny. Il épouse avant 1440 Catherine de Noes, dame de Vertron avant 1471.

À partir du milieu du XVe siècle, la seigneurie de Vertron quitte la lignée des chevaliers Du Plessis - de Sergines pour entrer aux mains de bourgeois de Sens qui profitent du triomphe de Charles VII. 
- Pierre Boucher est seigneur de Vertron en 1471[4]. Il a été successivement licencié en lois (1452), a tenté vainement d'être bailli de Tonnerre (1452) avant de devenir bailli de l'archevêque de Sens (1460-1467). Conseiller du Roi (1461-1485), il est garde-scel de la prévôté de Sens (1461-1485), avocat du Roi au bailliage de Sens (1466). Il décède en 1482. Il épouse en premières noces avant 1455 Marie La Plotte (+1470), en secondes noces avant 1471 Jehanne X (vit en 1472) et en troisièmes noces Katherine de Dormans. La première épouse est la fille du grènetier d'Auxerre et la troisième parente d'un conseiller en Parlement largement possession près de Troyes.
- Loys Boucher, seigneur de Vertron et de La Brosse en 1493. Fils du précédent. Licencié en lois (1483), avocat au bailliage de Sens (1483), il devient lieutenant-général au bailliage de Sens (1489-1493). Accusé par des plaideurs de prévarications. Il décède en 1493. Il épouse Marguerite Lemuet, originaire de Troyes, fille du bailli de la comtesse de Nevers pour ses terres de Champagne. Veuve, elle se remarie avec le procureur du Roi au bailliage de Sens Jehan Ravault. Elle figure sur le vitrail de la famille Lemuet en l'église paroissiale de La Madeleine de Troyes, derrière sa mère Catherine Le Boucherat.
- Geneviève Boucher, fille cadette du précédent. Elle  épouse en premières noces Martin Ravault (fils du premier lit de son beau-père), licencié en lois, lieutenant du bailliage de Sens (1500-1512), conseiller au bailliage de Paris (1523), avocat au bailliage de Sens (1526-1541), auteur d'un traité de philosophie politique imprimé par un éditeur de Venise et Rome (1547) ; puis Pierre de Labbaye, élu de Sens (1542), seigneur de Chaumot (1551) et de Préaulx.
- Guillaume Ravault, fils de la précédente. Licencié en décret (1541). Prieur de Pondon dit Auxon (1541-1558), curé de la paroisse Saint-Romain de Sens (1555), chanoine de la cathédrale de Sens (1558-1571). Seigneur de Montacher (post mortem 1575). Il décède entre 1558 et 1571.
- Philippe Ravault, frère du précédent. Seigneur de Montacher en 1575. Marchand à Troyes en 1571. En sa qualité de bourgeois stationnaire (résident) de la ville de Troyes, il demande à être déchargé de ses obligations du ban et de l'arrière-ban du bailliage de Sens en tant que noble. Epoux de Jehan Chauveau dame en partie de Rhèges, puis avant 1579 de Marie de Saint-Aubin. demeurant à Troyes, il cède ses droits à ses petits-neveux Minagier.
- Jean Minagier, seigneur en partie de Montacher en 1595. Epouse en 1595 Colombe Gaudaire.
- etc.

## Politique et administration
La liste présente les maires de Montacher jusqu'à la fusion de la commune avec Villegardin en 1965. Ainsi, le dernier maire de Montacher, Roger Foin, devint à la suite de la fusion le nouveau maire de Montacher-Villegardin.
| Période | Période | Identité                    | Étiquette | Qualité |
| ------- | ------- | --------------------------- | --------- | ------- |
| 1794    | 1796    | Soufflet                    |           |         |
| 1796    | 1797    | Louis Étienne Letteron      |           |         |
| 1797    | 1813    | Vincent Boyer               |           |         |
| 1813    | 1819    | Bathélemy Gabriel Lecouteux |           |         |
| 1819    | 1825    | Vincent Boyer               |           |         |
| 1826    | 1832    | Edmé Folard                 |           |         |
| 1832    | 1836    | Jean-Pierre Prouteau        |           |         |
| 1837    | 1840    | Dominique Letteron          |           |         |
| 1840    | 1843    | Étienne Boussaton           |           |         |
| 1843    | 1848    | Jules Nicolas Poupart       |           |         |
| 1848    | 1851    | Jacques Ange Bagard         |           |         |
| 1851    | 1852    | Jules Nicolas Poupart       |           |         |
| 1852    | 1858    | Charles Apché               |           |         |
| 1858    | 1874    | Jacques Félix Bagard        |           |         |
| 1874    | 1876    | Tiburce Isidore Ancelot     |           |         |
| 1876    | 1877    | Jacques Bagard              |           |         |
| 1878    | 1884    | Jean-Baptiste Larcher       |           |         |
| 1884    | 1885    | Louis Boursier              |           |         |
| 1885    | 1890    | Victor Griot                |           |         |
| 1890    | 1900    | Auguste Leblanc             |           |         |
| 1900    | 1906    | Marie Boulanger             |           |         |
| 1906    | 1906    | Daniel Galland              |           |         |
| 1919    | 1921    | Émile Bouffety              |           |         |
| 1921    | 1929    | Victor Sanglier             |           |         |
| 1929    | 1944    | Marcel Boulanger            |           |         |
| 1944    | 1945    | Henri Durand                |           |         |
| 1945    | 1953    | Marcel Boulanger            |           |         |
| 1953    | 1965    | Roger Foin                  |           |         |

## Démographie
| 1793 | 1800 | 1806 | 1821 | 1831 | 1836  | 1841  |
| ---- | ---- | ---- | ---- | ---- | ----- | ----- |
| 607  | 644  | 665  | 704  | 996  | 1 079 | 1 032 |

| 1846  | 1851  | 1856  | 1861  | 1866  | 1872  | 1876 |
| ----- | ----- | ----- | ----- | ----- | ----- | ---- |
| 1 066 | 1 102 | 1 007 | 1 019 | 1 037 | 1 011 | 718  |

| 1881 | 1886 | 1891 | 1896 | 1901 | 1906 | 1911 |
| ---- | ---- | ---- | ---- | ---- | ---- | ---- |
| 686  | 679  | 650  | 600  | 620  | 579  | 597  |

| 1921 | 1926 | 1931 | 1936 | 1946 | 1954 | 1962 |
| ---- | ---- | ---- | ---- | ---- | ---- | ---- |
| 473  | 478  | 449  | 490  | 484  | 441  | 446  |

## Lieux et monuments
- Église Saint-Éloi de Montacher

Construite probablement au XIIe siècle-XIIIe siècle, cette église dédié à saint Éloi patron de orfèvres, dépendait de l'abbaye de Ferrières, située dans l'archidiaconé de Sens. 
Dans la nuit du 2 au 3 septembre 1781, un incendie se propagea dans Montacher. Toute la charpente de l'église brûla et les cloches ainsi que tous les objets liturgiques furent fondus. Lors de la restauration de 1904-1905, une grande fenêtre à trois baies et rosaces fut ouverte dans le mur oriental dont les vitraux, représentant la Vierge entourée de saint Eloi et saint Fiacre, furent réalisés par les ateliers Vermonet situés à Reims.
Le 15 juin 1940, l'aviation allemande ou italienne bombarda le village de Montacher. À la suite de ce bombardement, qui causa la chute du clocher et l'effondrement de la toiture, l'église fut réduite à l'état de ruine. Pour la reconstruction de l'église, l'architecte Lazare Bertrand dessina les plans sur le modèle de la chapelle du grand séminaire de Sens. La nouvelle église Saint-Éloi fut inaugurée en 1958.

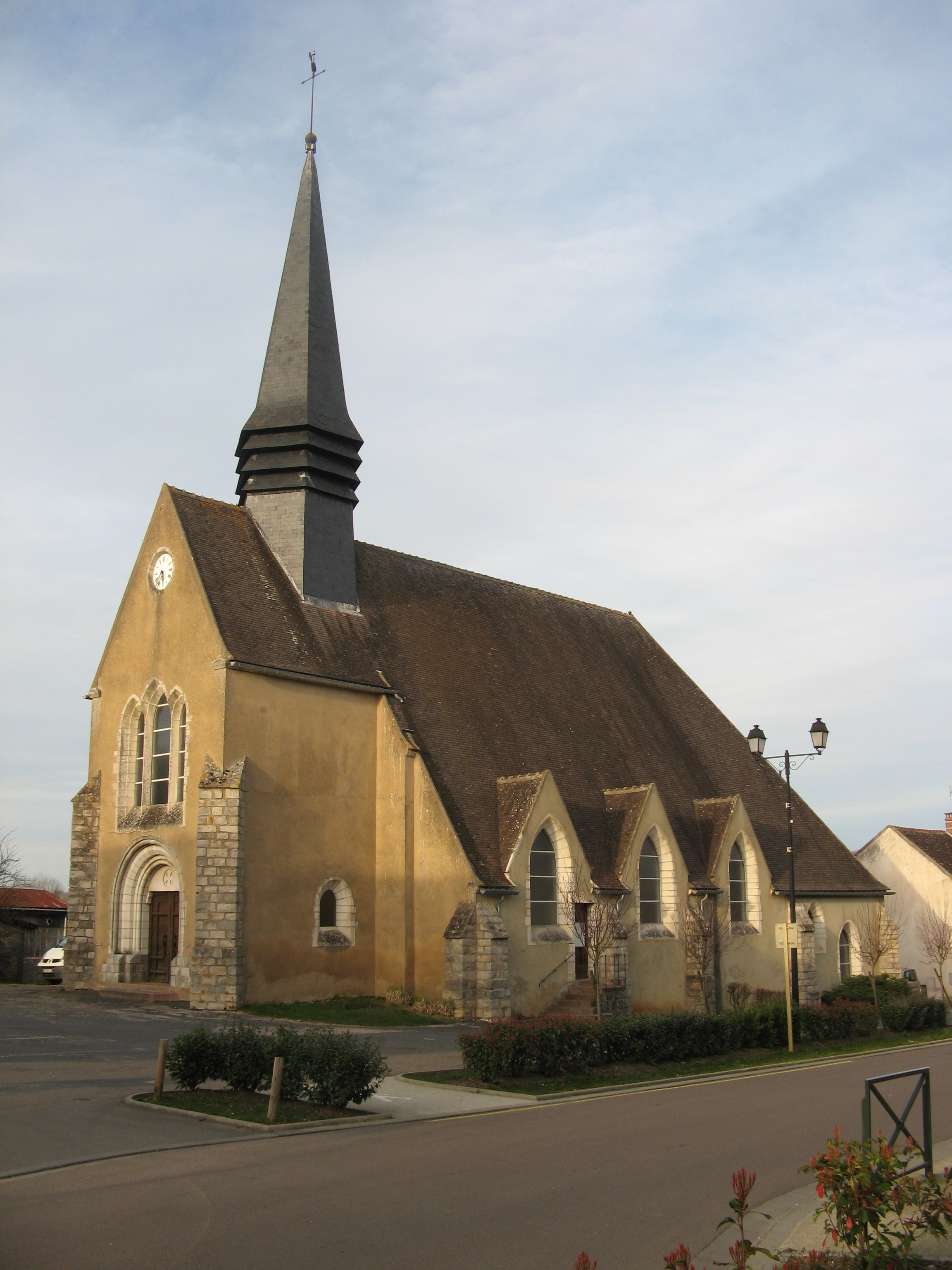
Église Saint-Éloi
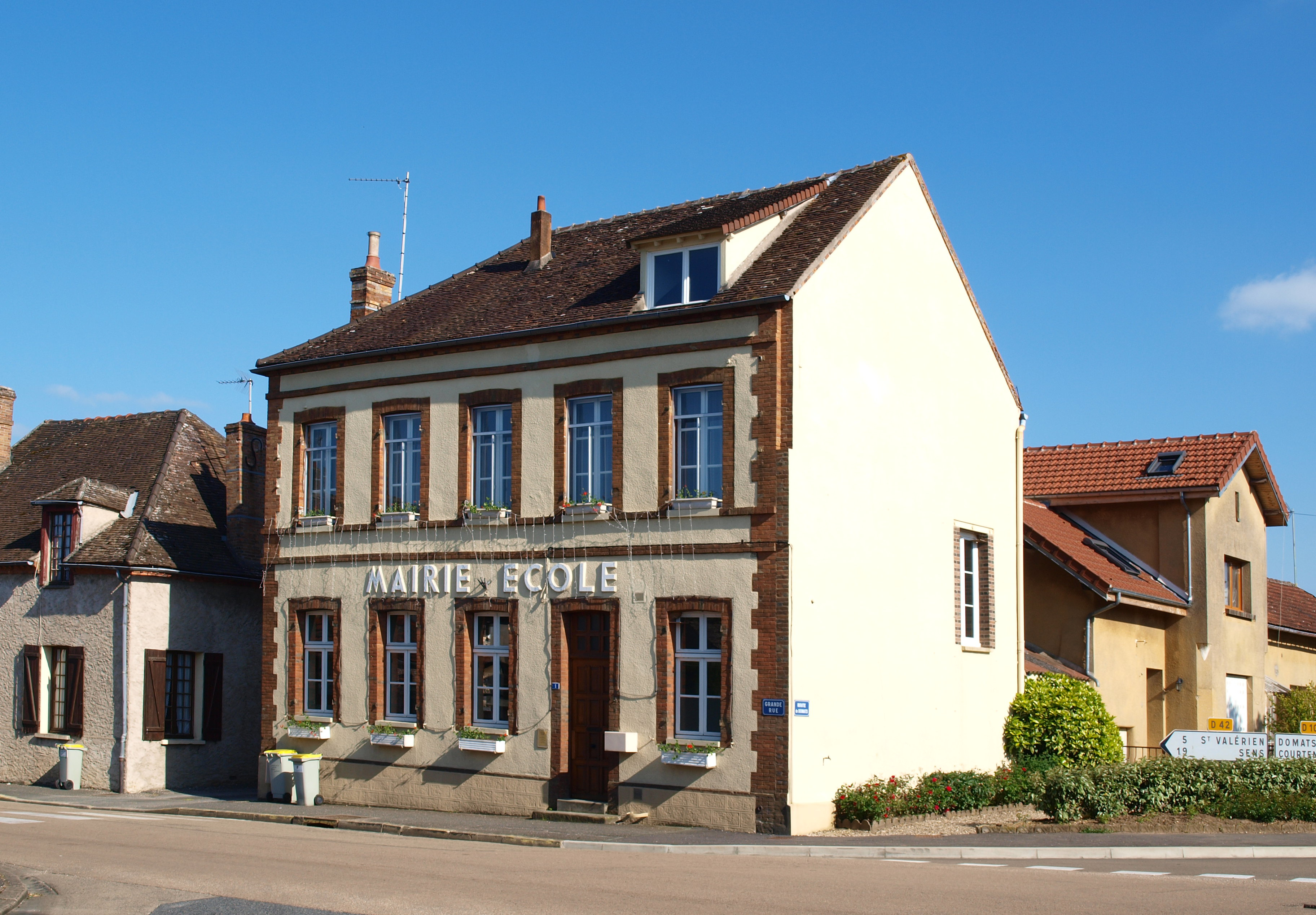
Mairie de montacher-Villegardin